# おおぐま座36番星
おおぐま座36番星（おおぐまざ36ばんせい、36 Ursae Majoris、36 UMa）は、おおぐま座にある連星である。見かけの等級は4.82と、肉眼で見える明るさである。年周視差の測定に基づいて太陽系からの距離を計算すると、42光年となる。連星系を構成する伴星とは別に、惑星や褐色矮星が周囲に存在する可能性が指摘されている。

## 星系
おおぐま座36番星は、北西に2分強離れた位置にみえる9等星グリーゼ394（GJ 394、HD 237903）と重星をなしており、この2つの恒星は、固有運動、距離、視線速度がほぼ同じであることから、物理的に結びついた真の連星であると考えられている。連星間距離は大きく、公転周期は大体4万6400年に及ぶと予想される。
ワシントン重星カタログには、もう一つの伴星候補も収録されており、おおぐま座36番星から西北西に6分離れた位置にみえる11等星がそうであるが、こちらは見かけだけの関係である。また、古くは北西に1.1度離れた位置にみえる8等星BD +57°1266（HD 89862）も同じ固有運動を持つとされたが、現在は否定されている。一方で、グリーゼ近傍恒星カタログに、おおぐま座36番星に分光連星の疑いがあり、伴星（グリーゼ394）には視線速度に変化がみられる、とあり、実際にはおおぐま座36番星の視線速度が一定であることから、伴星の方が分光連星の3重連星である可能性も指摘されたが、主要な分光連星カタログにグリーゼ394はみられず、おおぐま座36番星系は2つの恒星からなると考えられている。

### 惑星または褐色矮星
視覚的に分解できる伴星候補とは別に、おおぐま座36番星の周囲では、みえない惑星候補も捜索されている。最初は、固有運動のわずかな変化に周期性を見出したことで、質量が太陽の7%程度の伴天体が、18年周期でおおぐま座36番星の周りを回っていると提唱された。この説は、視線速度の変化率が推定される軌道運動と整合しないことから棄却され、その後の位置天文学観測でも軌道運動していない方が合理的とされている。一方、視線速度の長期的な傾向からピリオドグラム解析をした結果、質量が木星の2倍の惑星、木星の20倍から30倍の褐色矮星が、それぞれ10年、50年周期でおおぐま座36番星の周りを回っている可能性も指摘されている。

## 特徴
おおぐま座36番星は、質量と半径が太陽より少し大きく、年齢は23億年程度と見積もられている。スペクトル型はF8 Vに分類されるF型主系列星で、光球面の有効温度は約6,160 K、太陽の1.5倍程度のエネルギーを放射している。この温度は、黄白色に輝くF型星の条件と一致している。
伴星は、主星のおおぐま座36番星をA星として、おおぐま座36番星Bともいわれる。B星は、質量、半径が共に太陽の6-7割と見積もられる。スペクトル型はK7 Veに分類されるK型主系列星で、光球面の有効温度はおよそ4,230 Kである。この温度は、橙色に輝くK型星の条件と一致している。
おおぐま座36番星（A）の周りでは、遠赤外線の赤外超過が検出されており、低温の星周円盤が存在するものと考えられる。この円盤は、塵の温度が60 Kに相当し、中心星から半径25 auくらいに広がっており、含まれる塵の質量は、地球の5万分の1程度と見積もられている。